# La vita comincia ogni mattina
La vita comincia ogni mattina (La vida comienza cada mañana en español) es una obra de teatro musical en clave de humor protagonizada por Gino Bramieri y  Carmen Scarpitta, con libreto de Italo Terzoli y Enrico Vaime y dirigida por Pietro Garinei. Se estrenó en 1981 en el Teatro Nacional de Milan.

Los personajes principales son un hombre, su esposa y su amante brasileña.

## Sinopsis
El protagonista, Giulio, es un hombre casado con una vida tranquila y rutinaria. De repente, su mundo da un vuelco y la pasión por una chica brasileña (Silvia Regina), mucho más joven que él, le obligará a tomar una transcendental decisión.
En dos horas, Giulio tiene que decidir si hacer las maletas y marcharse con Isabel, o seguir en su tranquila rutina diaria, con Lucía.

## Actores
| - Gino Bramieri - Carmen Scarpitta - Edi Angelillo - Roberto Bonanni - Silvia Regina | - Gabriella Belli - Antonella Diana - Paola Guadagni - Ivonne La Bozzetta - Paola Marzi |

## Adaptación para el cine
En 1983 los autores Terzoli y Vaime realizaron una adaptación cinematográfica de la obra. La película homónima, también fue dirigida por Pietro Garinei y protagonizada por los mismos protagonistas de la obra teatral.